# 뉘른베르크 전투 (1945년)
뉘른베르크 전투(독일어: Schlacht um Nürnberg)는 제2차 세계 대전의 마지막 기간 이뤄진 전투 중 하나로 미군 7 군과 나치 독일, 러시아 해방군간의 5일간의 전투이다. 이 전투는 전쟁 기간 동안 치열했던 시가전 중 하나로 미군이 도시를 점령하기까지는 4일이 걸렸다. 이 전투는 나치 정권의 중심이었던 뉘른베르크가 함락되면서 나치 독일에 큰 치명타를 주었다. 도시 내에서 많은 집회가 일어났으며 미국이 도시를 함락시키자 독일군 사기를 저하시키게 되었다. 비록 미군이 독일군에 비해 절대우세였지만, 4월 20일이 되어서야 7 군이 도시 중심을 점령했다. 이 전투로 뉘른베르크가 황폐화되었다.

## 배경
미국, 영국, 프랑스, 캐나다는 1945년 2월 8일 이후 서부전선에서 동시에 독일군을 공격하기 시작했다. 독일군은 라인강을 건너고 루르 지역을 포위당했고, 붉은 군대와 폴란드군이 동부에서 진격해 오면서 상당히 많은 손실을 입었다. 4월에는 미군과 소련군이 각각 동서를 향해 진군하면서 독일이 점령하고 있던 좁은 영역이 줄어들었는데, 베를린부터 뉘른베르크를 포함한 뮌헨의 영토가 남아있었다. 미국 12 군집단이 베를린을 향해 동쪽으로 진격하는 동안, 6 군집단은 독일 남부와 오스트리아로 공세를 펼치고 있었다. 북쪽에서에 비해 남쪽의 독일군의 저항이 더 심했지만, 미국 7군은 3월 28일 프랑크푸르트 전투에서 승리하여 프랑크푸르트를 점령하면서 라인 강 남부에 교두보를 세웠다. 치열한 전투 이후, 7 군은 4월 3일에는 아샤펜부르크를 점령하고 4월 12일에는 하일브론이 함락되면서 미국은 뉘른베르크에 대한 광범위한 공격을 시작했다. 4월 12일, 독일 최고 사령부는 모든 도시는 끝까지 방어를 해야 한다고 명령했으며, 히틀러는 뉘른베르크 주변 독일군의 지휘관으로 독일 국방위원이자 광신적인 나치당원인 카를 홀츠로 임명했다. 4월 15일에는 빠르게 뉘른베르크로 전진하면서 밤베르크를 점령했다. 7군이 뉘른베르크 근처에 도달했을 때, 홀츠는 구시가지 주변에 대공포와 대전차포, 목재로 구성된 방어선 장벽을 짰다. 홀츠가 구할 수 있었던 목재는 극히 적었지만, "미군은 조만간 부셔질 것이다"라고 말했다.

## 전투
4월 16일, 7군은 홀츠가 예상했던 서쪽이 아닌 동쪽과 북동쪽으로 뉘른베르크를 공격하기 시작했다. 이날 저녁이 되면 미군은 엘렌스테겐과 부쉬 외곽을 점령한다. 대공포대 순경인 아더 슈오데르트는 히틀러가 내린 도시의 모든 전기, 가스, 수도 설비를 폭파시키라는 명령을 하지 않았다. 4월 17일, 7 군은 마샬링 정원을 점령하고 그 주변 지역인 벨홉스트라세와 볼헤드 지역도 점령했다. 그날 저녁, 북부의 공항이 점령되고 미국 포병은 구시가지에 포격을 하기 시작했다. 4월 18일, 구시가지 주변의 미국은 강한 저항에 부딪쳤고 격렬한 전투로 역사적인 고성을 포함한 도시 주변의 많은 건물이 파괴되었다. 4월 18일까지 미국 포병이 구시가지에 포격을 계속하면서 미군은 부르크스미스트라세를 통해 구시가지에 도달했다.4월 20일, 소장 존 W. 오다니엘 지휘 하의 3 보병사단과 소장 로버트 T. 프레드릭 지휘 하의 45 보병사단이 구시가지를 포위했다. 독일군의 저항은 매우 심해서 미군이 중화기와 항공 지원을 받아야 했다. 홀츠는 그의 부하들에게 계속해서 저항하라고 명령했다. 홀츠 자신은 구시가지의 경찰서 안에 갇혀있었지만 계속 저항했다. 미군이 그에게 4번 평화로운 항복의 기회를 준 후, 그는 미군이 건물을 장악하려고 하는 동안 죽었다. 홀츠가 죽은 이후, 부사령관인 대령 볼프는 도시에서 더 이상 버틸 수 없음을 알았다. 오전 11시 그는 전 독일군에게 미군에게 항복하라고 명령했다. 4월 20일 저녁, 미국 국기가 아돌프 광장에 계양되면서 전투가 공식적으로 끝났다.

## 참고 문헌
- (독일어) Michael Diefenbacher, Wiltrud Fischer-Pache: Der Luftkrieg gegen Nürnberg, Schmidt, Nürnberg 2004, ISBN 3-87707-634-3.
- (독일어) Robert Fritzsch: Nürnberg im Krieg, Droste, Düsseldorf 1984, ISBN 3-8112-0697-4.
- (독일어) Peter Heigl, Toyland – Bomber über Nürnberg: Nürnberg im Zweiten Weltkrieg, Nürnberg 2004, ISBN 3-00-015199-0.
- (독일어) Karl Kunze: Kriegsende in Franken und der Kampf um Nürnberg im April 1945 (= Nürnberger Forschungen 28), Nürnberg 1995.
- (독일어) Erhard Mossack: Die letzten Tage von Nürnberg, Nürnberg 1952 (Nachdruck 2000).
- (독일어) Fritz Nadler: Ich sah wie Nürnberg unterging, Fränkische Verlagsanstalt und Buchdruckerei, Nürnberg 1955, ohne ISBN.